# Rolf Hartmann (Gebrauchsgrafiker)
Rolf Hartmann (* 11. Februar 1935 in Leipzig) ist ein deutscher Architekt, Ausstellungsgestalter und Gebrauchsgrafiker.

## Leben und Werk
Hartmann machte in Leipzig das Abitur und studierte von 1953 bis 1960 an der Technischen Hochschule Dresden Architektur. Von 1960 bis 1968 war er Leiter des Gestaltungskollektivs Messeprojekt Leipzig. Er war dann in Berlin freischaffend tätig. Ab 1968 war er Dozent für Ausstellungsgestaltung an der Fachschule für Werbung und Gestaltung Berlin-Oberschöneweide, daneben u. a. Mitglied des Gestalterkollektivs der DEWAG Dresden. Hartmann war bis 1990 Mitglied im Verband Bildender Künstler der DDR. Er war einer der wichtigsten Ausstellungsgestalter der DDR. Zu seinen bedeutendsten Arbeiten gehörten 1981 die Neugestaltung der ständigen Ausstellung im Museum für Deutsche Geschichte in Berlin und 1984 die Gestaltung des heutigen Adam-Ries-Museums in Annaberg-Buchholz einschließlich der gesamten Geschäftsausstattung des Hauses. Von 1985 bis 1987 verantwortete er die Gestaltung des Messestands des VEB Kombinat ILKA Luft- und Kältetechnik auf der Leipziger Messe.

## Schriften (unvollständig)
- Ausstellungsgestaltung in der DDR. In: Bildende Kunst, Jahrgang 1980, S. 291–295.
- Ausstellungsgestaltung. In: Bildende Kunst, Jahrgang 1983, S. 117 f.
- Ausstellung für Luther. „… und tue, was du schuldig bist zu tun in deinem Berufe“. In: Bildende Kunst, Jahrgang 1983, S. 482–486.

## Teilnahme an zentralen und wichtigen regionalen Ausstellungen in der DDR (unvollständig)
- 1979, 1982 und 1986: Bezirkskunstausstellungen in Berlin (Gebrauchsgrafik)
- 1982/1983 und 1987/1988: IX. und X. Kunstausstellung der DDR in Dresden
- 1988: „Berliner Atelier ’88“ im Ausstellungszentrum am Fernsehturm in Berlin